# Wolfgang Baminger
Wolfgang Baminger (* 17. Oktober 1930 in Wien; † 29. April 2002 in Klosterneuburg) war ein österreichischer Maler und Grafiker. Er unterrichtete an der Hochschule für angewandte Kunst (heute: Universität für angewandte Kunst Wien) in Wien.

## Leben und Wirken
Aufgewachsen ist Baminger bei Winden am See, Burgenland. Er studierte an der Universität für angewandte Kunst bei Hilde Schmid-Jesser und schloss 1951 mit dem Diplom ab. Dafür erhielt er den Staatspreis. Ab 1968 lehrte er als Professor für Graphik an der Hochschule für angewandte Kunst. 1973 wurde er dort Leiter der Meisterklasse Druckgraphik.
Baminger schuf vor allem Landschaftsbilder und Stadtansichten mit Motiven aus dem Burgenland. Zu seinem Gesamtwerk gehören aber auch Stillleben und Figürliches. Er malte in Öl, Tempera und Aquarell. Als Grafiker gestaltete er Holzschnitte und Farblithografien in expressivem, teilweise abstrahierendem Stil. Mitunter war er auch als Illustrator tätig.
Gemeinsam mit Rudolf Klaudus, Rudolf Kedl, Karl Prantl und Feri Zotter gründete Baminger 1956 die Gruppe „Künstlergruppe Burgenland“ (KGB), als Reaktion auf die ablehnende Haltung gegenüber moderner Kunst in Eisenstadt. Die von Baminger mitbegründete Künstlergruppe existiert bis heute (Stand Juni 2025) unter dem Namen „kgb polychrom“ und prägt weiterhin die burgenländische Kunstszene.
Baminger war nicht nur als freier Maler und Grafiker aktiv, sondern auch Mitglied wichtiger Künstlervereinigungen wie „Der Kreis“ und des neuen „Hagenbundes“. Seine Werke wurden in renommierten Ausstellungen gezeigt und mit mehreren Preisen ausgezeichnet, darunter der Staatspreis (1951), das Romstipendium (1955), der Förderungspreis der Stadt Wien (1956), der Pannonia-Preis (1980) und der Würdigungspreis für bildende Kunst des Burgenlandes (1985).
Seine Arbeiten sind in öffentlichen Sammlungen vertreten, etwa in der Artothek des Bundes und im Archiv des Belvedere, und werden regelmäßig in Ausstellungen zur österreichischen Kunst des 20. Jahrhunderts präsentiert.

## Auszeichnungen und Preise
- Berufstitel Professor
- 1951  Staatspreis für das Diplom an der Universität für angewandte Kunst Wien[3]
- 1955 Romstipendium[3]
- 1956 Förderungspreis der Stadt Wien für Bildende Kunst[3]
- 1980 Pannonia Preis[3]
- 1985 Würdigungspreis für bildende Kunst Burgenland[4]

## Ausstellungen (Auswahl)

### Einzelausstellungen
- 1978/1979: „Akt- und Landschaftszeichnungen“, Burgenländische Landesgalerie, Eisenstadt[5]
- 1979: „Wolfgang Baminger. Zeichnungen“, Galerie Basilisk[6]
- 1982: „Wolfgang Baminger. Zeichnungen“, Galerie Quellenhof, Bad Tatzmannsdorf[7]

### Gruppenausstellungen
- 1971: „dimension“, Belvedere Wien[8]
- 2001: „ankauf:Bgld. Werke aus der Artothek des Bundes“, Burgenländische Landesgalerie[9]
- 2002/2003: „1 von 9, Kunst aus dem Burgenland“, Kulturamt der Stadt Wien[10]
- 2021: „Zeichen der Zeit | Künstlergruppe kgb polychrome“, Landesgalerie Eisenstadt[11]
- Das MAK (Museum für angewandte Kunst) führt Baminger mit Werktiteln wie „Akt- und Landschaftszeichnungen“ in seiner Sammlung[12]